# Comuna Parhîmiv, Kozeleț
Parhîmiv (în ucraineană Пархимів) este o comună în raionul Kozeleț, regiunea Cernihiv, Ucraina, formată din satele Kotiv și Parhîmiv (reședința).

## Demografie
Componența lingvistică a comunei Parhîmiv
     Ucraineană (99,2%)
     Alte limbi (0,8%)
Conform recensământului din 2001, majoritatea populației comunei Parhîmiv era vorbitoare de ucraineană (99,2%), existând în minoritate și vorbitori de alte limbi.